# Чемпіонат Європи з легкої атлетики 1958
Чемпіонат Європи з легкої атлетики 1958 був проведений 19-24 серпня в Стокгольмі на Олімпійському стадіоні.

## Призери

### Чоловіки
| Дисципліни                | Золото                                                               | Золото       | Срібло                                                                | Срібло    | Бронза                                                              | Бронза    |
| ------------------------- | -------------------------------------------------------------------- | ------------ | --------------------------------------------------------------------- | --------- | ------------------------------------------------------------------- | --------- |
| 100 метрів                | Армін Гарі ФРН                                                       | 10,3 CR      | Манфред Гермар ФРН                                                    | 10,4      | Пітер Редфорд Велика Британія                                       | 10,4      |
| 200 метрів                | Манфред Гермар ФРН                                                   | 21,0         | Девід Сігал Велика Британія                                           | 21,3      | Жослен Делекур Франція                                              | 21,3      |
| 400 метрів                | Джон Райтон Велика Британія                                          | 46,3 CR      | Джон Солсбері Велика Британія                                         | 46,5      | Карл-Фрідріх Гаас ФРН                                               | 47,0      |
| 800 метрів                | Майк Роусон Велика Британія                                          | 1.47,8       | Еудун Бойсен Норвегія                                                 | 1.47,9    | Пауль Шмідт ФРН                                                     | 1.47,9    |
| 1500 метрів               | Браян Г'юсон Велика Британія                                         | 3.41,9 CR    | Дан Верн Швеція                                                       | 3.42,1    | Рон Ділейні Ірландія                                                | 3.42,3    |
| 5000 метрів               | Здзіслав Кшишков'як Польща                                           | 13.53,4 CR   | Казімеж Зімний Польща                                                 | 13.55,2   | Гордон Пірі Велика Британія                                         | 14.01,6   |
| 10000 метрів              | Здзіслав Кшишков'як Польща                                           | 28.56,0 CR   | Євген Жуков СРСР                                                      | 28.58,6   | Микола Пудов СРСР                                                   | 29.02,2   |
| 110 метрів з бар'єрами    | Мартін Лауер ФРН                                                     | 13,7 CR      | Станко Лоргер Югославія                                               | 14,1      | Анатолій Михайлов СРСР                                              | 14,4      |
| 400 метрів з бар'єрами    | Юрій Літуєв СРСР                                                     | 51,1         | Пер-Уве Троллсос Швеція                                               | 51,6      | Бруно Галлікер Швейцарія                                            | 51,8      |
| 3000 метрів з перешкодами | Єжі Хромік Польща                                                    | 8.38,2 CR    | Семен Ржищин СРСР                                                     | 8.38,8    | Ганс Гунеке ФРН                                                     | 8.43,6    |
| 4×100 метрів              | ФРН Вальтер Малендорф Армін Гарі Гайнц Фюттерер Манфред Гермар       | 40,2 CR      | Велика Британія Пітер Редфорд Рой Сандстрем Девід Сігал Едріен Брікер | 40,2      | СРСР Борис Токарев Едвін Озолін Юрій Коновалов Леонід Бартенєв      | 40,2      |
| 4×400 метрів              | Велика Британія Тед Семпсон Джон Мак-Айзек Джон Райтон Джон Солсбері | 3.07,9 CR    | ФРН Карл Кауфманн Манфред Першке Йоганнес Кайзер Карл-Фрідріх Гаас    | 3.08,2    | Швеція Нільс Гольмберг Ганс Ліндгрен Леннарт Йонссон Альф Петерссон | 3.10,7    |
|                           |                                                                      |              |                                                                       |           |                                                                     |           |
| Марафон                   | Сергій Попов СРСР                                                    | 2:15.17,0 CR | Іван Філін СРСР                                                       | 2:20.50,6 | Фредерік Норріс Велика Британія                                     | 2:21.15,0 |
| Ходьба 20 кілометрів      | Стен Вікерс Велика Британія                                          | 1:33.09,0    | Леонід Спірін СРСР                                                    | 1:35.04,2 | Леннарт Бак Швеція                                                  | 1:35.22,2 |
| Ходьба 50 кілометрів      | Євген Маскінсков СРСР                                                | 4:17.15,4 CR | Абдон Памич Італія                                                    | 4:18.00,0 | Макс Вебер НДР                                                      | 4:19.58,6 |
|                           |                                                                      |              |                                                                       |           |                                                                     |           |
| Стрибки у висоту          | Рікард Даль Швеція                                                   | 2,12 CR      | Їржі Ланський Чехословаччина                                          | 2,10      | Стіг Петтерссон Швеція                                              | 2,10      |
| Стрибки з жердиною        | Еелес Ландстрем Фінляндія                                            | 4,50 CR      | Манфред Пройссгер ФРН                                                 | 4,50      | Володимир Булатов СРСР                                              | 4,50      |
| Стрибки у довжину         | Ігор Тер-Ованесян СРСР                                               | 7,81 CR      | Казімеж Кропідловський Польща                                         | 7,67      | Генрик Грабовський Польща                                           | 7,51      |
| Потрійний стрибок         | Юзеф Шмідт Польща                                                    | 16,43 CR     | Олег Ряховський СРСР                                                  | 16,02     | Вільх'яульмюр Ейнарссон Ісландія                                    | 16,00     |
| Штовхання ядра            | Артур Роу Велика Британія                                            | 17,78 CR     | Віктор Ліпсніс СРСР                                                   | 17,47     | Їржі Скобла Чехословаччина                                          | 17,12     |
| Метання диска             | Едмунд Пйонтковський Польща                                          | 53,92 CR     | Тодор Артарський Болгарія                                             | 53,82     | Володимир Трусеньов СРСР                                            | 53,74     |
| Метання молота            | Тадеуш Рут Польща                                                    | 64,78 CR     | Михайло Кривоносов СРСР                                               | 63,78     | Дьюла Живоцький Угорщина                                            | 63,68     |
| Метання списа             | Януш Сідло Польща                                                    | 80,16 CR     | Егіль Данієльсен Норвегія                                             | 78,27     | Кульчар Дердей Угорщина                                             | 75,25     |
|                           |                                                                      |              |                                                                       |           |                                                                     |           |
| Десятиборство             | Василь Кузнецов СРСР                                                 | 7865 CR      | Уно Палу СРСР                                                         | 7329      | Вальтер Маєр НДР                                                    | 7249      |

### Жінки
| Дисципліни            | Золото                                                            | Золото       | Срібло                                                                  | Срібло    | Бронза                                                                   | Бронза    |
| --------------------- | ----------------------------------------------------------------- | ------------ | ----------------------------------------------------------------------- | --------- | ------------------------------------------------------------------------ | --------- |
| 100 метрів            | Хезер Янг Велика Британія                                         | 11,7 CR      | Віра Крепкіна СРСР                                                      | 11,7      | Кріста Штубнік НДР                                                       | 11,8      |
| 200 метрів            | Барбара Янішевська Польща                                         | 24,1         | Ганнелоре Задау НДР                                                     | 24,3      | Марія Іткіна СРСР                                                        | 24,3      |
| 400 метрів            | Марія Іткіна СРСР                                                 | 53,7 CR      | Катерина Парлюк СРСР                                                    | 54,8      | Моллі Хіскокс Велика Британія                                            | 55,7      |
| 800 метрів            | Єлізавета Єрмолаєва СРСР                                          | 2.06,3 CR    | Даян Лезер Велика Британія                                              | 2.06,6    | Дзідра Левицька СРСР                                                     | 2.06,6    |
| 80 метрів з бар'єрами | Галина Бистрова СРСР                                              | 10,9 CR      | Цента Копп ФРН                                                          | 10,9 CR   | Гізела Біркемаєр ФРН                                                     | 11,0      |
| 4×100 метрів          | СРСР Віра Крепкіна Лінда Кепп Нонна Полякова Валентина Масловська | 45,3 CR      | Велика Британія Маделяйн Вестон Дороті Гайман Маріанн Дью Керол Квінтон | 46,0      | Польща Марія Хойнацька Барбара Янішевська Целіна Єсьоновська Марія Бібро | 46,0      |
|                       |                                                                   |              |                                                                         |           |                                                                          |           |
| Стрибки у висоту      | Йоланда Балаш Румунія                                             | 1,77 CR      | Таїсія Ченчик СРСР                                                      | 1,70      | Дороті Ширлі Велика Британія                                             | 1,67      |
| Стрибки у довжину     | Лізель Якобі ФРН                                                  | 6,14 CR      | Валентина Літуєва СРСР                                                  | 6,00      | Ніна Протченко СРСР                                                      | 5,99      |
| Штовхання ядра        | Маріанне Вернер ФРН                                               | 15,74 CR     | Тамара Тишкевич СРСР                                                    | 15,54     | Тамара Пресс СРСР                                                        | 15,53     |
| Метання диска         | Тамара Пресс СРСР                                                 | 53,32 CR     | Штепанка Мертова Чехословаччина                                         | 52,19     | Крімхільд Гаусманн ФРН                                                   | 50,99     |
| Метання списа         | Дана Затопкова Чехословаччина                                     | 56,02 м CR   | Біруте Залогайтіте СРСР                                                 | 51,30 м   | Ютта Нойманн ФРН                                                         | 50,50 м   |
|                       |                                                                   |              |                                                                         |           |                                                                          |           |
| П'ятиборство          | Галина Бистрова СРСР                                              | 4733 очки CR | Ніна Виноградова СРСР                                                   | 4627 очок | Едельтрауд Айберле ФРН                                                   | 4545 очок |

## Медальний залік
| Місце                | Країна               | Золото | Срібло | Бронза | Загалом |
| -------------------- | -------------------- | ------ | ------ | ------ | ------- |
| 1                    | СРСР                 | 11     | 15     | 9      | 35      |
| 2                    | Польща               | 8      | 2      | 2      | 12      |
| 3                    | Велика Британія      | 7      | 5      | 5      | 17      |
| 4                    | ФРН                  | 6      | 3      | 6      | 15      |
| 5                    | Швеція               | 1      | 2      | 3      | 6       |
| 6                    | Чехословаччина       | 1      | 2      | 1      | 4       |
| 7                    | Румунія              | 1      | 0      | 0      | 1       |
| 7                    | Фінляндія            | 1      | 0      | 0      | 1       |
| 9                    | НДР                  | 0      | 2      | 4      | 6       |
| 10                   | Норвегія             | 0      | 2      | 0      | 2       |
| 11                   | Югославія            | 0      | 1      | 0      | 1       |
| 11                   | Італія               | 0      | 1      | 0      | 1       |
| 11                   | Болгарія             | 0      | 1      | 0      | 1       |
| 14                   | Угорщина             | 0      | 0      | 2      | 2       |
| 15                   | Ірландія             | 0      | 0      | 1      | 1       |
| 15                   | Ісландія             | 0      | 0      | 1      | 1       |
| 15                   | Франція              | 0      | 0      | 1      | 1       |
| 15                   | Швейцарія            | 0      | 0      | 1      | 1       |
| Загалом (18 збірних) | Загалом (18 збірних) | 36     | 36     | 36     | 108     |